# 101次告白
《101次告白》，2013年兩岸三地合拍偶像劇，以校園為主題。由鄭瀚、關曉彤、安亞歐、卓依琴等主演。2012年7月28日開鏡，2012年11月20日殺青。2013年7月3日优酷网首播。

## 演員陣容

### 主要演員
| 演員   | 角色 | 介紹       | 登場集數 |
| 鄭瀚   |      | 郝瀚/Jerry |          |
| 關曉彤 |      | 朱贝贝     |          |
| 安亞歐 |      | 韓士奇     |          |
| 卓依琴 |      | 楊玫       |          |
| 李宗霖 |      | 郝瀚       |          |
| 余晉   |      | 韓士奇     |          |
| 鄒守宏 |      |            |          |

## 製作團隊
- 製作人：李裕國
- 編　劇：
- 導　演：
- 製作公司：裕昇國際娛樂整合行銷有限公司
- 贊助單位：

## 外部連結
- 兩岸合作《101次告白》偶像劇　關曉彤短裙造型首曝光（页面存档备份，存于）